# Unterseeboot 186
L'Unterseeboot 186 (ou U-186) est un sous-marin allemand (U-Boot) de type IX.C/40 utilisé par la Kriegsmarine pendant la Seconde Guerre mondiale.

## Historique
Mis en service le 10 juillet 1942, l'Unterseeboot 186 reçoit sa formation à Stettin en Poméranie (Prusse) au sein de la 4. Unterseebootsflottille jusqu'au 31 octobre 1942, il est affecté à une formation de combat à Lorient en France dans la 10. Unterseebootsflottille.
Il quitte le port de Kiel pour sa première patrouille le 31 décembre 1942 sous les ordres du Kapitänleutnant Siegfried Heseman. Après 65 jours en mer et un succès de navires marchands coulés de 18 782 tonneaux, l'U-183 rejoint la base sous-marine de Lorient qu'il atteint le 5 mars 1943.
L'Unterseeboot 186 a effectué deux patrouilles dans lesquelles il a coulé trois navires marchands pour un total de 18 782 tonneaux au cours de ses 91 jours en mer.
Sa deuxième patrouille le fait quitter le port de Lorient le 17 avril 1943 sous les ordres du Kapitänleutnant Fritz Schneewind. Au cours de cette patrouille, le 1er mai 1943, Fritz Schneewind est promu au grade de korvettenkapitän. Après 26 jours en mer, l'U-186 est coulé le 12 mai 1943 dans l'Atlantique nord au nord des Açores à la position géographique de 41° 54′ N, 31° 49′ O par des charges de profondeur tirées du destroyer britannique HMS Hesperus.

Les 53 membres d'équipage meurent dans cette attaque.

## Affectations successives
- 4. Unterseebootsflottille du 10 juillet au 31 décembre 1942 (entrainement)
- 10. Unterseebootsflottille du 1er janvier au 12 mai 1943 (service actif)

## Commandement
- Korvettenkapitän Siegfried Heseman du 10 juillet 1942 au 12 mai 1943

## Patrouilles
|       | Commandant                | Départ           | Départ  | Arrivée     | Arrivée | Jours    | Succès   |
| ----- | ------------------------- | ---------------- | ------- | ----------- | ------- | -------- | -------- |
| 1     | Kptlt. Siegfried Hesemann | 31 décembre 1942 | Kiel    | 5 mars 1943 | Lorient | 65 jours | 18 782   |
| 2     | Kptlt. Siegfried Hesemann | 17 avril 1943    | Lorient | 12 mai 1943 | Coulé   | 26 jours |          |
| Total | Total                     | Total            | Total   | Total       | Total   | 91 jours | 18 782 t |

Note : Kptlt. = Kapitänleutnant

### Opérations Wolfpack
L'U-186 a opéré avec les Wolfpacks (meute de loups) durant sa carrière opérationnelle :
1. Habicht (10 janvier 1943 - 19 janvier 1943)
2. Haudegen (19 janvier 1943 - 2 février 1943)
3. Nordsturm (2 février 1943 - 9 février 1943)
4. Haudegen (9 février 1943 - 15 février 1943)
5. Taifun (15 février 1943 - 20 février 1943)
6. Amsel (22 avril 1943 - 3 mai 1943)
7. Amsel 4 (3 mai 1943 - 6 mai 1943)
8. Rhein (7 mai 1943 - 10 mai 1943)
9. Elbe 2 (10 mai 1943 - 12 mai 1943)

## Navires coulés
L'Unterseeboot 186 a coulé trois navires marchands pour un total de 18 782 tonneaux au cours des deux patrouilles (91 jours en mer) qu'il effectua.
| Date            | Nom            | Nationalité     | Tonnage (GRT) | Fait  |
| --------------- | -------------- | --------------- | ------------- | ----- |
| 11 janvier 1943 | Ocean Vagabond | Grande-Bretagne | 7 174         | Coulé |
| 23 février 1943 | Eulima         | Grande-Bretagne | 6 204         | Coulé |
| 23 février 1943 | Hastings       | USA             | 5 401         | Coulé |